# Domena emoji
Domena emoji – nazwa domeny internetowej, która zawiera co najmniej jeden znak emoji, na przykład 😉.tld.
Aby znaki emoji mogły być stosowane w nazwach domenowych, muszą zostać wpierw zakodowane z użyciem algorytmu Punycode. Jest to procedura analogiczna jak w przypadku domen IDN (ang. internationalized domain name), zawierających np. znaki diakrytyczne i litery spoza alfabetu łacińskiego. Uzyskana po zakodowaniu nazwa składa się wyłącznie ze znaków ASCII i rozpoczyna się przedrostkiem xn--, po którym następuje wynik działania Punycode. Na przykład, nazwa 🦄.ws zostanie przekształcona w xn--3s9h.ws.

## Historia
Najstarsze znane domeny emoji zarejestrowano 19 kwietnia 2001. Były to przynajmniej cztery następujące nazwy:
- ☻.com (xn--84h.com),
- ♨️.com (xn--j6h.com),
- ♨️.net (xn--j6h.net)
- ☮️.com (xn--v4h.com).

10 lat później, w 2011 roku, Cabel Sasser z firmy Panic wykupił 💩.la (xn--ls8h.la), którą ogłosił „Pierwszą na świecie domeną emoji”.
W 2018 roku najpopularniejszymi domenami najwyższego poziomu, które pozwalały na rejestrację nazw z emoji były: .ws (Samoa), .la (Laos), .ai (Anguilla) i .to (Tonga). W tym samym roku, prezes Global Domains International, operatora rejestru domeny .ws, podał, że w ciągu roku zarejestrowanych zostało 20 tysięcy nazw zawierających emoji, kończących się na .ws.